# Шустік Олена Юріївна
Оле́на Ю́ріївна Шу́стік (нар. 30 травня 1968, м. Київ) — український політик. Колишній народний депутат України. Член партії ВО «Батьківщина».

## Освіта
У 1990 році закінчила Київський національний університет імені Тараса Шевченка за фахом радіофізик, а у 2005 році — Київський міжнародний університет за фахом юрист.

## Кар'єра
- З 1983 — позаштатний кореспондент редакції громадсько-політичного мовлення Першого каналу Українського радіо.
- 1990–1991 — кореспондент газети «Хрещатик».
- 1991–1995 — редактор редакції громадсько-політичного мовлення Національної радіокомпанії України (Перший канал), автор і ведуча програм «Зворотний зв'язок» та радіоканалу «право».
- 1994–1995 — керівник прес-служби Міністерства юстиції України, прес-секретар Міністра юстиції України Василя Онопенка.
- 1995–1998 — директор ТВО «Право» Національної телекомпанії України (Перший національний канал), автор і ведуча телепрограми «Зворотний зв'язок», інформаційно-аналітичної правоосвітньої передачі «Людина і закон».
- З 1998 — прес-секретар УСДП.
- З 1999 — прес-секретар голови Комітету Верховної Ради України з питань правової політики Василя Онопенка.
- З 2001 — головний редактор всеукраїнської громадсько-політичної газети «Нова Альтернатива».

Колишній перший заступник голови Української соціал-демократичної партії. 23 грудня 2011 року вийшла з УСДП та вступила до партії ВО «Батьківщина» через незгоду зі зміною керівництва партії.

## Парламентська діяльність
Народний депутат України 5-го скликання з 25 травня 2006 до 14 червня 2007 від «Блоку Юлії Тимошенко», № 132 в списку. На час виборів: помічник-консультант народного депутата України, член Української соціал-демократичної партії. Член фракції «Блок Юлії Тимошенко» (з травня 2006). Член Комітету з питань правосуддя (з липня 2006). 14 червня 2007 достроково припинила свої повноваження під час масового складення мандатів депутатами-опозиціонерами з метою проведення позачергових виборів до Верховної Ради України.
Народний депутат України 6-го скликання з 23 листопада 2007 до 12 грудня 2012 від «Блоку Юлії Тимошенко», № 94 в списку. На час виборів: генеральний директор ТОВ «Українська правничо-консалтингова компанія», член Української соціал-демократичної партії. Член фракції «Блок Юлії Тимошенко» (з листопада 2007), заступник голови (з березня 2009). Заступник голови Комітету з питань правосуддя (з грудня 2007).
Очолювала ТСК з підготовки концепції судово-правової реформи (2009).

## Ресурси інтернет
- Довідник «Хто є хто в Україні», видавництво «К.І.С.» [Архівовано 10 серпня 2014 у Wayback Machine.]